# Bozyazı
Bozyazı este un oraș din Turcia.